# تیم ملی والیبال جوانان مردان ایران
تیم ملی والیبال زیر ۲۱ سال مردان ایران یا تیم ملی جوانان والیبال ایران است که زیر نظر فدراسیون والیبال ایران تیم‌ ملی والیبال جوانان ایران تا کنون دارای یک برنز جهانی و ۲ مدال طلای رقابت‌های والیبال جوانان جهان شده‌اند که تا کنون پر افتخارترین‌ترین تیم دارنده مدال ورزش‌های گروهی در ورزش ایران است.

## حضور در رقابتها

### قهرمانی جهان
قهرمان 
   دوم 
  سوم 
   چهارم
| قهرمانی جهان | قهرمانی جهان             | قهرمانی جهان | قهرمانی جهان | قهرمانی جهان | قهرمانی جهان | قهرمانی جهان | قهرمانی جهان | قهرمانی جهان |
| سال          | رتبه                     | بازی         | برد          | باخت         | ست برده      | ست باخته     | امتیاز برده  | امتیاز باخته |
| ------------ | ------------------------ | ------------ | ------------ | ------------ | ------------ | ------------ | ------------ | ------------ |
| ۱۹۷۷         | انتخاب نشده یا عضو نبوده |              |              |              |              |              |              |              |
| ۱۹۸۱         | انتخاب نشده یا عضو نبوده |              |              |              |              |              |              |              |
| ۱۹۸۵         | انتخاب نشده یا عضو نبوده |              |              |              |              |              |              |              |
| ۱۹۸۷         | انتخاب نشده یا عضو نبوده |              |              |              |              |              |              |              |
| ۱۹۸۹         | انتخاب نشده یا عضو نبوده |              |              |              |              |              |              |              |
| ۱۹۹۱         | انتخاب نشده یا عضو نبوده |              |              |              |              |              |              |              |
| ۱۹۹۳         | نهم                      | ۶            | ۱            | ۵            | ۶            | ۱۷           | ۲۰۰          | ۳۱۲          |
| ۱۹۹۵         | انتخاب نشده              |              |              |              |              |              |              |              |
| ۱۹۹۷         | نهم                      | ۴            | ۱            | ۳            | ۳            | ۱۰           | ۱۳۹          | ۱۹۵          |
| ۱۹۹۹         | هشتم                     | ۷            | ۲            | ۵            | ۹            | ۱۶           | ۵۵۵          | ۵۸۶          |
| ۲۰۰۱         | انتخاب نشده              |              |              |              |              |              |              |              |
| ۲۰۰۳         | ششم                      | ۷            | ۴            | ۳            | ۱۳           | ۱۳           |              |              |
| ۲۰۰۵         | پنجم                     | ۷            | ۴            | ۳            | ۱۷           | ۱۲           |              |              |
| ۲۰۰۷         | سوم                      | ۷            | ۵            | ۲            | ۱۸           | ۱۰           |              |              |
| ۲۰۰۹         | هفتم                     | ۸            | ۵            | ۳            | ۱۵           | ۱۱           |              |              |
| ۲۰۱۱         | ششم                      | ۸            | ۴            | ۴            | ۱۷           | ۱۴           |              |              |
| ۲۰۱۳         | پنجم                     | ۸            | ۷            | ۱            | ۲۱           | ۵            |              |              |
| ۲۰۱۵         | دوازدهم                  | ۸            | ۳            | ۵            | ۱۵           | ۱۷           |              |              |
| ۲۰۱۷         | پنجم                     | ۸            | ۶            | ۲            | ۲۲           | ۱۴           |              |              |
| ۲۰۱۹         | قهرمان                   | ۸            | ۶            | ۲            | ۲۱           | ۹            |              |              |
| ۲۰۲۱         | نهم                      | ۸            | ۶            | ۲            | ۲۲           | ۸            |              |              |
| ۲۰۲۳         | قهرمان                   | ۸            | ۸            | ۰            | ۲۴           | ۷            | ۶۶۴          | ۵۴۶          |
| مجموع        | ۱۴/۲۲                    | ۱۰۲          | ۶۲           | ۴۰           | ۲۲۳          | ۱۶۳          |              |              |

### قهرمانی آسیا
| ۱۹۸۰  | حاضر نبود   |    |    |   |     |    |  |  |  |  |
| ۱۹۸۴  | حاضر نبود   |    |    |   |     |    |  |  |  |  |
| ۱۹۸۶  | حاضر نبود   |    |    |   |     |    |  |  |  |  |
| ۱۹۸۸  | یازدهم      |    |    |   |     |    |  |  |  |  |
| ۱۹۹۰  | نهم         |    |    |   |     |    |  |  |  |  |
| ۱۹۹۲  | چهارم       |    |    |   |     |    |  |  |  |  |
| ۱۹۹۴  | ششم         |    |    |   |     |    |  |  |  |  |
| ۱۹۹۶  | ششم         |    |    |   |     |    |  |  |  |  |
| ۱۹۹۸  | قهرمان      | ۷  | ۷  | ۰ | ۲۱  | ۲  |  |  |  |  |
| ۲۰۰۰  | سوم         | ۶  | ۴  | ۲ | ۱۵  | ۱۰ |  |  |  |  |
| ۲۰۰۲  | قهرمان      | ۶  | ۶  | ۰ | ۱۸  | ۴  |  |  |  |  |
| ۲۰۰۴  | نایب قهرمان | ۵  | ۳  | ۲ | ۱۰  | ۷  |  |  |  |  |
| ۲۰۰۶  | قهرمان      | ۵  | ۴  | ۱ | ۱۴  | ۶  |  |  |  |  |
| ۲۰۰۸  | قهرمان      | ۷  | ۷  | ۰ | ۲۱  | ۳  |  |  |  |  |
| ۲۰۱۰  | نایب قهرمان | ۸  | ۷  | ۱ | ۲۲  | ۴  |  |  |  |  |
| ۲۰۱۲  | سوم         | ۷  | ۶  | ۱ | ۲۰  | ۶  |  |  |  |  |
| ۲۰۱۴  | قهرمان      | ۷  | ۷  | ۰ | ۲۱  | ۳  |  |  |  |  |
| ۲۰۱۶  | نایب قهرمان | ۸  | ۷  | ۱ | ۲۳  | ۴  |  |  |  |  |
| ۲۰۱۸  | قهرمان      | ۶  | ۶  | ۰ | ۱۸  | ۱  |  |  |  |  |
| ۲۰۲۲  | قهرمان      | ۵  | ۵  | ۰ | ۱۵  | ۴  |  |  |  |  |
| ۲۰۲۴  | قهرمان      | ۷  | ۷  | ۰ | ۲۱  | ۲  |  |  |  |  |
| مجموع | ۱۸/۲۱       | ۸۴ | ۷۶ | ۸ | ۲۲۹ | ۵۶ |  |  |  |  |

### بین‌المللی

#### چهارجانبه بلغارستان ۲۰۲۳
1. ایران ۳–۱ آمریکا (۲۵–۱۴، ۲۵–۲۲، ۱۹–۲۵، ۲۵–۱۸) [۳][۴]
2. ایران ۱–۱ برزیل (۲۵–۲۰، ۲۲–۲۵، ۱۷–۱۶) (بازی نیمه تمام ماند) - در ست سوم دو تیم پایاپای پیش رفتند اما ست بدی برای ایران بود زیرا در امتیاز ۱۷ بر ۱۶ که تیم ایران پیش بود، یوسف کاظمی مصدوم شد. در این امتیاز و در دفاع، پای کاظمی برگشت و صدای فریادش سالن را پر کرد. شدت درد او در حدی بود که نه تنها بازیکنان ایران که همه افراد حاضر در سالن از صدای ناله‌های کاظمی غافلگیر شدند. وضعیت به گونه‌ای شد که دو تیم از ادامه بازی انصراف دادند و بازی نیمه‌تمام ماند. [۵]
3. ایران ۳–۲ بلغارستان (۱۷ بر ۲۵، ۲۵ بر ۲۰، ۲۵ بر ۲۲، ۱۹ بر ۲۵، ۱۵ بر ۱۳) [۶]

سایر نتایج: بلغارستان ۳–۰ برزیل (۲۵–۲۱، ۲۵–۲۰، ۲۵–۱۹)، بلغارستان ۳–۰ آمریکا (۲۵–۲۳، ۲۵–۲۱، ۲۵–۲۳)، برزیل ۳-۰ آمریکا (۲۸–۲۶، ۲۶–۲۴، ۲۵–۱۹)  به این ترتیب بلغارستان با هفت امتیاز، ایران با پنج امتیاز (از دو بازی)، برزیل با سه امتیاز (از دو بازی) و آمریکا بدون امتیاز به کار خود پایان دادند. به دلیل نیمه کار ماندن بازی ایران و برزیل رده بندی پایانی مسابقات اعلام نشد.

## ترکیب تیم ملی ایران در مسابقات مختلف

### ۲۰۰۷
کسب مقام سومی در مسابقات قهرمانی جهان در ۲۰۰۷ در مراکش: صابر نریمان نژاد، حمید سوسن آبادی، سیدمحمد موسوی عراقی، علی نجفی، بهمن جهاندیده، منصور زادون، شهرام محمودی، سیدعلی سجادی، آرش کشاورزی، رحمان داوودی، مجتبی شیبانی، مصطفی شریفات، عبدالرضا علیزاده. مصطفی کارخانه (سرمربی) ایرج مظفری (مربی)

### ۲۰۲۳
تیم ملی والیبال جوانان ایران که با ۱۲ بازیکن به منامه آمده‌است، مسابقات را با ۱۱ بازیکن شروع می‌کند. عرفان نوروزی، عرشیا به‌نژاد، سجاد جلوداریان، شایان سپهری‌فرد، مبین نصری، یونس جوان، پندار مؤمنی مقدم، امیرمحمد گلزاده، علی حق‌پرست، پوریا حسین خان زاده و مهدی بیاتی ۱۱ بازیکنی هستند که در مرحله اول به میدان می‌روند. مومنی‌مقدم امیرحسین ساداتی را حذف و پوریا حسینی را به لیست بازیکنان اضافه کرده‌است. خانزاده در حال‌حاضر با تیم ملی بزرگسالان در آمریکا حضور دارد. قرار است او از مرحله دوم به تیم جوانان اضافه شود.